# Канеле
Канеле (фр. Cannelle) је насељено место у Француској у региону Корзика, у департману Јужна Корзика.
По подацима из 2011. године у општини је живело 49 становника, а густина насељености је износила 14,37 становника/km².

## Демографија
| 1962. | 1968. | 1975. | 1982. | 1990. | 2011. |
| ----- | ----- | ----- | ----- | ----- | ----- |
| 31    | 53    | 38    | 21    | 25    | 49    |